# 乾草の車
『乾草の車』（ほしくさのくるま、The Hay Wain）は、イギリスの風景画家ジョン・コンスタブルが1821年に完成させた風景画である。イングランドのサフォーク州とエセックス州の間を流れるスタウア川の田園風景を描いている。当初のタイトルは『風景:真昼』(Landscape: Noon)だった。ロンドンのナショナル・ギャラリーに展示されており、「コンスタブルの最も有名な作品」「最も偉大で人気のあるイギリス絵画」の一つとされている。

## 概要
キャンバスに油彩で描かれたこの作品は、木製の乾草車が3頭の馬に牽かれて川を渡る様子が中心に描かれている。左端にはウィリー・ロットのコテージが描かれており、これはコンスタブルの絵画『ウィリー・ロットのコテージ』の主題となっている。舞台は、サフォーク州のフラットフォード製粉所の付近である。スタウア川は2つの州の境界を形成しているため、左岸はサフォーク州、右岸はエセックス州になる。
『乾草の車』は、毎年夏にロイヤル・アカデミーで開催される展覧会のためにコンスタブルが描いた、横幅6フィート（約1.8メートル）の大型キャンバスに描かれた「6フィート画」(six-footers)と呼ばれるシリーズの一つである。このシリーズの他の作品と同様に、コンスタブルはこの作品のために実物大の油彩スケッチを描いており、このスケッチは現在、ロンドンのヴィクトリア&アルバート博物館に所蔵されている。コンスタブルは当初、完成した作品を『風景:真昼』(Landscape: Noon)というタイトルで展示していた。これは、コンスタブルがこの作品を、自然のサイクルを表現する古典的な風景画の伝統に属するものと考えていたことを示している。
絵の大きさは130.2 cm × 185.4 cm (51+1⁄4 in × 73 in)である。

## 歴史
フラットフォード製粉所はコンスタブルの父親が所有していた。絵の左側の家は、近所の小作農ウィリー・ロットのもので、ロットはこの家で生まれ、生涯で4日以上離れたことがないと言われている。ウィリー・ロットのコテージはほとんど手を加えられずに現存しているが、この絵に描かれている木はどれも現存していない。
『乾草の車』は、今日ではイギリス絵画の最高傑作の一つとされているが、1821年のロイヤル・アカデミーの展覧会に『風景:真昼』のタイトルで出品された際には買い手がつかなかった。

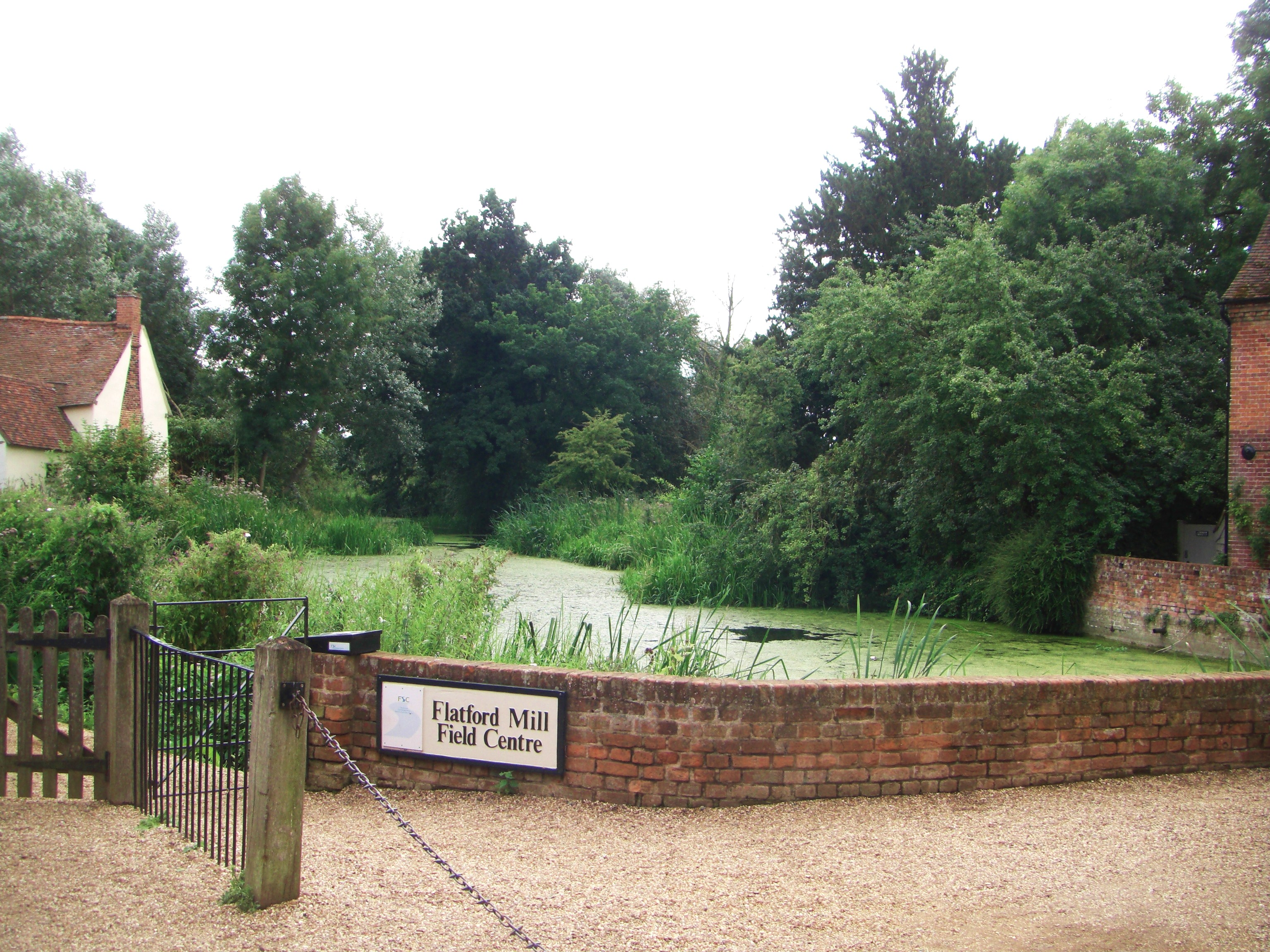
サフォーク州フラットフォードの『乾草の車』が描かれた場所で、2010年に同じ構図で撮影したもの。現在では現地は観光地化されている。左側にウィリー・ロットのコテージがそのままの姿で写っている。

一方、フランスでの評価はかなり高く、テオドール・ジェリコーが絶賛した。この絵は、1824年のサロン・ド・パリでコンスタブルの他の作品とともに展示され、センセーションを巻き起こした（コンスタブルの絵が展示されたのは、その年の初めに亡くなったジェリコーへのオマージュだったとも言われている）。この展覧会では、『乾草の車』がフランス国王シャルル10世から金メダルを授与された。コンスタブルの作品は、ドラクロワをはじめとする新世代のフランス人画家たちに影響を与えた。
この展覧会で、『乾草の車』は他の3つのコンスタブルの作品とともに画商のジョン・アローズスミスに売却され、別の画商D・T・ホワイトによってイギリスに持ち帰られた後、ワイト島のライドに住むヤングという人物に売却された。ヤングの家で、この絵はコレクターのヘンリー・ヴォーンや画家のチャールズ・ロバート・レスリーの目に留まった。ヤングが亡くなると、その友人だったヴォーンはこの絵を買い取り、1886年にロンドンのナショナル・ギャラリーに寄贈し、現在もそこで展示されている。なお、ヴォーンは遺言により、パレットナイフで描かれた『乾草の車』の原寸大の油彩スケッチをサウス・ケンジントン博物館（現ヴィクトリア&アルバート博物館）に遺贈している。
『乾草の車』は、BBCラジオ4の番組『トゥデイ』が2005年に行った投票において、イギリス国内にある絵画の中で、ターナーの『戦艦テメレール号』(The Fighting Temeraire)に次いで2番目に人気のある絵画に選ばれた。
馬車が浅瀬に立ち寄ったのは、川の水で馬の足と車輪を冷やすためだったと考えられている。乾燥した暑さの中では、木製の車輪は金属のリムから離れて縮んでしまう。車輪を濡らすことで収縮が抑えられ、外側の金属の輪が固定される。

### 乾草の車を使った主張
1983年、核軍縮キャンペーンに賛同した芸術家ピーター・ケナードが本作のフォトモンタージュに巡航ミサイルを追加した主張のための剽窃を行った。
2013年6月28日、父親の権利運動団体ファーザーズ・フォー・ジャスティス(Fathers 4 Justice)の関係者とされる人物が、ナショナル・ギャラリーで展示されていた『乾草の車』に少年の写真を貼り付けた。しかし、作品に恒久的な損傷はなかった
2022年7月4日、環境保護団体ジャスト・ストップ・オイルの2名の活動家が、ナショナル・ギャラリーで展示されていた『乾草の車』に田園風景が汚され、山火事が起きてる再考版の絵を張り付けた。事件後、額縁に軽微な損傷があり、絵画の表面のニスにも多少の損傷が見られたことから、展示から外され絵画修復師によって修復された。